# KNM-KP 29285
KNM-KP 29285 es el nombre de catálogo de los restos fósiles de una tibia de Australopithecus anamensis de un antigüedad de 4,1 millones de años encontrados en el yacimiento de Kanapoi, Kenia, por Kamoya Kimeu en 1994 y cuya descripción fue hecha por Meave Leakey et al. y publicada en 1995.
Las iniciales KNM del nombre corresponden a Kenya National Museum (ahora conocido como National Museums of Kenya) y KP al yacimiento paleontológico de Kanapoi.

## Descripción
Los restos fósiles corresponden a dos parciales de tibia derecha, probablemente de un macho, siendo KNM-KP 29285A la parte proximal y KNM-KP 29285B la parte distal, habiéndose perdido la sección de caña que las uniría. Por su morfología se podría deducir un peso de unos 55 kilogramos y un bipedismo claro, lo que retrasaba esta evidencia en medio millón de años respecto a lo creído hasta ese momento.